# Robert Watts (artista)
Robert Watts (Burlington, 14 giugno 1923 – Martins Creek, 2 settembre 1989) è stato un artista statunitense.
Ha fatto parte del movimento internazionale Fluxus. È stato professore di arte al Douglass College, Rutgers University, New Jersey dal 1953 al 1984. Negli anni cinquanta, sempre presso la Rutgers University, entrò in stretto contatto con Allan Kaprow, Geoffrey Hendricks e Roy Lichtenstein. Diversi critici hanno individuato in questo clima culturale di vicinanza artistica il luogo di nascita della Pop Art e dell'arte concettuale. Organizzò, con George Brecht, nel maggio del 1963, il proto-Fluxus Festival Yam, movimento di cui fu poi uno dei maggiori protagonisti assieme a George Maciunas.